# Dale Spender
Dale Spender AM (* 22. September 1943 in Newcastle, New South Wales, Australien; † 21. November 2023) war eine australische Feministin, Lehrerin und Schriftstellerin.

## Leben und Wirken
Dale Spender war die Nichte des Politikers Sir Percy Spender und der Kriminalautorin Jean Spender. Sie war nach ihrem Schulabschluss von der Burwood Girls High School an den Universitäten von Sydney, Neuengland und London. Nach ihrem Masterabschluss unterrichtete sie in den frühen 1960er-Jahren das Fach Englisch an der Meadowbank Boys High School in den nordwestlichen Vororten von Sydney. In den späten 1960er-Jahren wechselte sie zur Dapto High School und unterrichtete englische Literatur. Ab 1974 war sie als Dozentin an der James Cook University, kurz bevor sie nach London zog. Dort veröffentlichte sie 1980 ihr heute bekanntestes Buch Man Made Language.
Man Made Language basiert auf Spenders Dissertation und argumentiert, dass Männer die Sprache in patriarchalischen Gesellschaften kontrollieren und sie zu ihrem Vorteil nutzen. Männer, die sich als übergeordnetes Geschlecht wahrnähmen, kennzeichneten Frauen, die sich nicht unterordnen, als abnormal, unvernünftig oder psychisch gestört. Man Made Language analysiert, wie durch das Zusammenwirken von sprachlichem und wirtschaftlichem Determinismus Frauen in allen Lebensbereichen unterdrückt würden.
Spender war Mitbegründerin der Datenbank WIKED (Women’s International Knowledge Encyclopedia and Data), Gründungsherausgeberin der Athene Series und von Pandora Press, Auftragsherausgeberin der Penguin Australian Women’s Library und Mitherausgeberin der Great Women Series (Vereinigtes Königreich).
In den 1990er-Jahren befasste sich Spender thematisch mehr mit dem geistigen Eigentum und den langfristigen Auswirkungen neuerer Technologien, wie auch bei ihrem Buch Nattering on the Net: Women, Power and Cyberspace aus dem Jahr 1995 ersichtlich. Sie war neun Jahre lang Direktorin der Copyright Agency Limited (CAL) in Australien und von 2002 bis 2004 deren Vorsitzende. Auch engagierte sie sich für das Second Chance Programm, das die Obdachlosigkeit von Frauen in Australien bekämpft.
Sie kleidete sich stets im Farbton Violett, eine Wahl, die sie ursprünglich wegen des symbolischen Bezugs zu den Suffragetten traf.
Für ihre Verdienste als Schriftstellerin und Forscherin auf dem Gebiet der Chancengleichheit und Gleichstellung von Frauen wurde sie 1996 zum Member des Order of Australia ernannt.
Dale Spender starb am 21. November 2023 im Alter von 80 Jahren.

## Werke (Auswahl)
- Man Made Language. Routledge & Kegan Paul, 1980, ISBN 0-7102-0315-2.
- Invisible Women: The Schooling Scandal. Writers & Readers Publishing, 1982, ISBN 0-906495-93-8.
- Women of Ideas and What Men Have Done to Them: From Aphra Behn to Adrienne Rich. Routledge & Kegan Paul, 1982, ISBN 0-7100-9353-5.
- There’s Always Been a Women’s Movement in the Twentieth Century. Pandora Press, 1983, ISBN 0-86358-002-5.
- Time and Tide Wait for No Man. Pandora Press, 1984, ISBN 0-86358-024-6.
- Mothers of the Novel: 100 Good Women Writers Before Jane Austen. Pandora Press; 1986, ISBN 0-86358-251-6.
- Writing a New World: Two Centuries of Australian Women Writers. Spinifex Press, 1988, ISBN 0-86358-172-2.
- The Writing or the Sex?, Or, Why You Don’t Have to Read Women’s Writing to Know It’s No Good. Pergamon Press, Athene Series, 1989, ISBN 0-08-033179-3.
- Nattering on the Net: Women, Power and Cyberspace. Spinifex Press, 1995, ISBN 1-875559-09-4.

## Reden
- Building up or dumbing down? - A Keynote Address to the Communities Networking/Networking Communities Conference 1998[7]
- Reclaiming Feminism: EnGendering Change: Is there an app for where we’re at? Eröffnungsrede auf der zweijährlichen Konferenz der Association of Women Educators 2014, online Veröffentlichung von der Social Change Agency mit dem Kommentar: “A brilliant introduction to feminism in Australia and a call for coding the new revolution.”[8]